# Елкеев, Мырзагерей
Мырзагерей Елкеев (каз. Мырзагерей Әлкеев; 1889 год, аул №34, Енбекшинский сельский совет, Джурунский район, Актюбинская область — 1956 год, село Копа, Новороссийский район, Актюбинская область) — Скотник мясного совхоза «Копинский» Министерства совхозов СССР Хромтауского района Актюбинской области, Казахская ССР. Герой Социалистического Труда (1948).

## Биография
Елкеев Мырзагерей родился в 1889 году в ауле №34 Енбекшинского аулсовета Джурунского района Актюбинской области, в семье бедняка. 
С ранних лет познал тяжёлый крестьянский труд — батрачил у местных баев, испытывая нужду и лишения.
Настоящая возможность проявить себя в труде появилась только с установлением Советской власти. В числе первых, он вступил в колхоз «Алга» Джурунского района, где проработал до конца 1934 года. 
В конце 1934 года был принят в Копинский совхоз Новороссийского района Актюбинской области.
После административного разделения хозяйства на два совхоза, продолжил работать в Кудуксайском совхозе старшим скотником вплоть до 22 октября 1946 года. 
С 1 ноября 1946 года вновь переведён на работу в Копинский совхоз, где трудился до конца своей жизни.
В 1948 году добился выдающегося результата - от 40 голов молодняка 4–6-месячного возраста он получил суточный привес по 1100 граммов.
Всю трудовую жизнь посвятил совхозному животноводству, неизменно демонстрируя высокие производственные результаты. Благодаря добросовестному уходу и кормлению закреплённого за ним скота, ежегодно добивался стабильных приростов, за что неоднократно поощрялся администрацией совхоза — награждался грамотами, ценными подарками, заносился на Доску Почёта хозяйства и района.

## Семья
Сын - Елкеев Анарбек, 1922 года рождения.

## Награды
Указом Президиума Верховного Совета СССР от 3 декабря 1949 года «за получение высокой продуктивности животноводства в 1948 году» удостоен звания Героя Социалистического Труда с вручением ордена Ленина и золотой медали «Серп и Молот».